# Living with War: In the Beginning
Living with War: In the Beginning es el vigésimo noveno álbum de estudio del músico canadiense Neil Young, publicado por la compañía discográfica Reprise Records en diciembre de 2006. Originalmente programado para publicarse con el título Living with War - Raw, supone una edición «desnuda» del álbum Living with War, publicado en doble formato CD+DVD.
El álbum incluyó las primeras mezclas de las canciones de Living With War, realizadas el mismo día en que Young las grabó con Rick Rosas y Chad Cromwell, y fue publicado en principio en formato digital a través de la tienda digital iTunes el 7 de noviembre de 2006, el mismo día de las elecciones de los Estados Unidos. De forma paralela, Young publicó en iTunes cuatro videos de las canciones «After the Garden», «Families», «Lookin' for a Leader» y «America the Beautiful».
Reprise publicó una edición limitada en formato CD+DVD el 19 de diciembre de 2006, con videos dirigidos por Young para cada canción del álbum. Usando una amplia variedad de fuentes, tanto de la guerra de Irak como de demostraciones militares en los Estados Unidos y extractos del filme de Al Gore An Inconvenient Truth, los videos incluidos en el DVD suponen una declaración no solo de lo que sucedió durante la guerra desde la posición ideológica del músico, sino también de cómo afectó al mundo y a la sociedad estadounidense.
Living with War, que fue publicado originalmente en mayo de 2006, desató una tormenta de reacciones en ambos lados del espectro político estadounidense. A diferencia de la versión original, en esta edición el sonido procede de la fuente original, capturada en directo en el propio estudio del mismo modo en que fue grabado, sin instrumentación adicional ni acompañamientos corales incluidos en Living With War.

## Lista de canciones
Todas las canciones escritas y compuestas por Neil Young. 
| N.º | Título                        | Duración |  |
| 1.  | «After the Garden»            | 3:25     |  |
| 2.  | «Living With War»             | 5:08     |  |
| 3.  | «The Restless Consumer»       | 5:51     |  |
| 4.  | «Shock and Awe»               | 4:56     |  |
| 5.  | «Families»                    | 2:33     |  |
| 6.  | «Flags of Freedom»            | 3:45     |  |
| 7.  | «Let's Impeach the President» | 4:34     |  |
| 8.  | «Lookin' for a Leader»        | 4:08     |  |
| 9.  | «Roger and Out»               | 4:23     |  |

## Personal
Músicos
- Neil Young: guitarras y voz
- Rick Rosas: bajo
- Chad Cromwell: batería
- Tom Bray: trompeta

Equipo técnico
- Niko Bolas: producción
- L.A. Johnson: asistente de producción